# Venjança Catalana

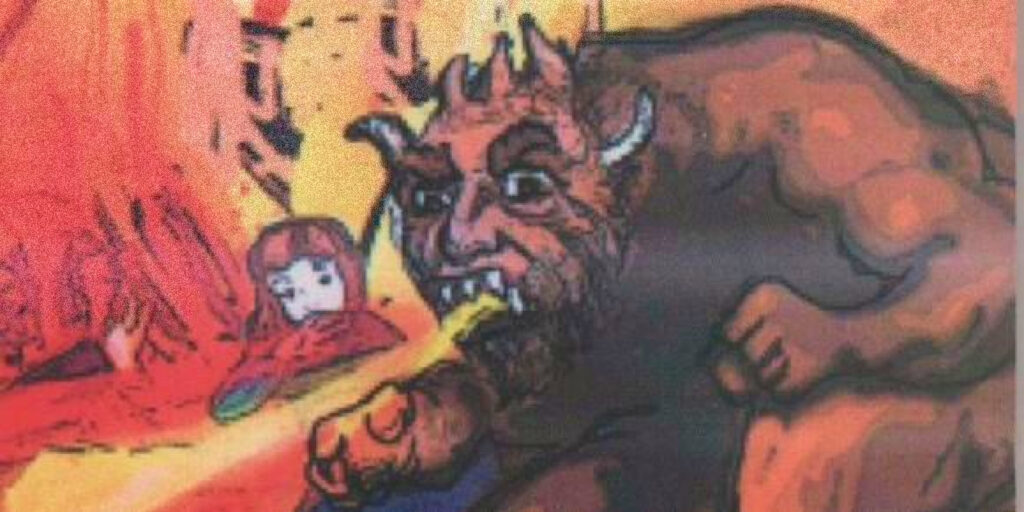
La figura del català o el «monstre sanguinari» que persegueix les fantasies dels nens o omple el folklore de la cultura dels balcans.

La Venjança Catalana fou la guerra d'extermini i saqueig sistemàtic endegada per la Companyia Catalana d'Orient contra la població civil de l'Imperi Romà d'Orient entre els anys 1305 i 1307, en venjança i represàlia per l'assassinat a traïció de Roger de Flor i l'intent d'anihilació de la Companyia mentre aquesta es trobava acantonada a Gal·lípoli.
El terror provocat en la població civil grega se servà en el record popular. El tema de la Venjança Catalana fou reproduït en diverses obres de caràcter polític a fi d'estimular les accions bèl·liques catalanes, tal com succeí durant la Guerra Gran. A nivell literari, Antonio García Gutiérrez escrigué un drama, Venganza catalana (1864), que en mistificava el sentit i l'equiparava a les conquestes dels castellans a Sud-amèrica.
Els fets han tingut repercussions en el llenguatge actual. Mentre que en albanès katala significa 'monstre' i s'utilitza per a espantar els nens, en grec existeix una maledicció que desitja que «Així t'arribi la venjança catalana».

## Fets
Passat l'hivern del 1305 i abans de continuar la campanya per Anatòlia, Roger de Flor es va desplaçar a Adrianòpolis per acomiadar-se del fill de l'emperador, Miquel, sense adonar-se de la traïció que aquest estava tramant. Durant el sopar de comiat, un grup de grecs i alans van assassinar el cabdill almogàver i tota la seva escorta. Al mateix temps, almogàvers i comerciants catalans eren atacats per sorpresa arreu de l'imperi. Fins i tot, una ambaixada catalana que pretenia negociar la pau fou anihilada.
Des del seu quarter d'hivern a Gal·lípoli, el gruix de l'exèrcit almogàver va superar el setge inicial, i un cop assegurada la posició, sortiren comandats per Berenguer d'Entença a satisfer el seu afany de venjança.
Aleshores començava la famosa Venjança Catalana. Passaren amb sang i foc per les viles i ciutats sense respectar vides ni béns i escampant el terror arreu. En el decurs d'aquesta campanya de venjança, fou pres i empresonat a Gènova en Berenguer d'Entença. Reunits altre cop a Gal·lípoli, i ja amb Bernat de Rocafort com a nou cabdill, els almogàvers decidiren plantar cara a l'exèrcit romà d'Orient.
Els almogàvers van enfonsar els seus vaixells al port (al crit famós de: «Cremem les nostres naus!») per evitar la temptació de fugir, i així resistiren el setge a què eren sotmesos. De cop, les tropes catalanes es llançaren sobre l'exèrcit romà d'Orient acampat als afores de la ciutat. El xoc fou brutal, però els almogàvers acabaren triomfant i derrotant els romans d'Orient. La follia venjativa dels almogàvers estengué el terror per tot l'imperi. El lloc on havien estat assaltats els ambaixadors catalans fou arrasat i cap home, dona, vell, nen, ni animal va ser deixat amb vida. La ira caigué també sobre els alans, còmplices en l'assassinat de Roger de Flor; molts d'ells, conscients del que els esperava, decidiren matar ells mateixos les seves pròpies dones i fills abans que caiguessin a mans dels catalans.
Cita de Bernat de Rocafort:
| « | Mateu-los. A tots. | » |

## Llegat
La presència de la Companyia va deixar una empremta en el folklore i el llegendari popular de les diferents regions on passaren (àrea Balcànica i Grècia). Val a dir que part d'aquest substrat ha arribat fins a l'actualitat i que gran part d'aquest (si no tot), a causa de la devastació provocada pels almogàvers, és de caràcter negatiu.
De la regió de Tràcia, ens arriba el famós refrany: «que la venjança dels catalans caigui damunt te»u, tramès per Montcada.
A Bulgària, les expressions "Català" i "Fill català" signifiquen "home malvat, sense ànima, torturador". Aquesta mala fama arribà a transcendir els límits del folklore per a influir en poetes com Ivan M. Vazoz, qui en el poema Pirates, publicat per primer cop l'any 1915, cita els catalans al costat dels turcs com els majors opressors de la nació búlgara.
A Tessàlia, l'expressió «Ets un Català!» era proferida com a insult fins a finals del segle xx.
A Grècia:
- A Atenes, els nens d'aquesta ciutat acompanyaven el seu joc amb la següent cançó insultant:

"Franc, vareg,
"pitsi" català,
et rentes, et pentines, 
i amb merda t'empastifes"
- A la regió de Parnàs, es recollí el refrany: "Vaig fugir dels turcs per caure en mans dels catalans".
- A l'illa d'Eubea, se sap que en la primera meitat del segle xx la paraula "català" era proferida a la regió de Caristi com a insult, i es té documentada la utilització d'una forma aberrant d'aquest mot com a renom sarcàstic:

"Catalós. Renom d'un camperol desvagat del poble de Pirgos, a la regió de Caristi.(...). A vegades es dona a aquells a qui es vol insultar"
- A Hipati (Patres, capital del Ducat de Neopàtria) encara hi són presents moltes maledicències, llegendes i cançons.

Quant a toponímia al proper poble de Milees, hi ha un rierol que porta per nom Català.
Refranys i dites:
"Que et vegi sota l'espasa d'un català".
"El grec es rentava i el català s'emmerdava", en referència a la brutor dels catalans (tret que és força emprat, en tota Grècia, per descriure els catalans).
En referència a la irreverència dels catalans vers la religió, hi trobem diferents exemples:
"El català menja carn fins i tot en Divendres Sant",
"Dejuna com el català", per referir-se a qui no dejuna.
En el cançoner popular, també hi són presents diferents exemples:
A la balada popular La maledicció de l'abandonada, entre les calamitats que desitja la protagonista a qui l'ha abandonada, hi apareixen els versos següents:
"Que caiguis sota espases franques i en mans de catalans,
que et lliguin les mans amb unes manilles i t'estrenyin el coll amb un garrot".
Cançó de bressol cantada fins fa poc a Hipati:
"Surt el sol per Arta
 i il·lumina tota Patres.
Senyor sol i rei,
dona'm força i coratge
per cenyir-mes set espases
i lluitar contra els francs,
contra els francs i els varegs,
contra els gossos catalans.
Gos català,
no dejunes el divendres,
ni dejunes el dissabte,
quan Crist és a la tomba.
Els fills de la Romània
són com lleons en el seu cor,
són com lleons, són com falcons,
són com els dofins del mar".
Així mateix, a la regió de Mani, al sud de Lacònia, es conserva un record admiratiu dels almogàvers i el mot català fou utilitzat a vegades com a nom propi; com a exemple, al poble de Piondes (Làguia) existia fins fa ben poc una família amb el cognom "Català".
A la regió peloponèsia de Argolis, "catalana" era el pitjor insult que es podia dir a una dona, com es posa de manifest en l'expressió "Ah, catalana, mil torts m'has fet".
A l'actual Albània: 
El mot «català» (en albanès katallan) significa «home lleig i dolent».
Així mateix per «català» (katallan) es designa, en el folklore albanès, un monstre amb un sol ull, que recorda en molts aspectes el ciclop Polifem. Aquest ciclop apareix representat com un ferrer salvatge que s'alimenta de carn humana, sense genolls, per la qual cosa no es pot ajupir, i amb cames llargues com pals de vaixell. A ell, s'hi enfronta un jove heroi anomenat Dedaliya, que el venç amb ajut de la seva astúcia. Aquesta tradició, en diferents versions, s'anomena normalment amb el títol de Dedalia dhe Katallani (Dedalia i el Català).